# Hylomyscus arcimontensis
Hylomyscus arcimontensis — вид мишевих гризунів роду Hylomyscus. Його батьківщиною є центральна Танзанія та північний Малаві. Вид, здається, має широкий діапазон висот, коливаючись від 900 до 2400 метрів над рівнем моря. Це лазяча лісова миша.

## Морфологічна характеристика
Це дрібний гризун з довжиною голови й тулуба від 71 до 120 мм, довжиною хвоста від 100 до 172 мм, довжиною лапи від 19,5 до 22 мм, довжиною вух від 8,0 до 21 мм і вага до 42 грамів. Шерсть коротка, м'яка, тонка. Верх темно-бурий, з боків яскравіший, а черевна частина сірувато-білява. Морда і область навколо очей чорно-бурі. Вуха сірувато-коричневі. Задня частина ніг світло-коричнева, а пальці білуваті. Хвіст довший за голову й тулуб, рівномірно сірувато-коричневий.

## Поведінка
Це деревний вид.